# Skaly Beregovye
Die Skaly Beregovye (englische Transkription von russisch Скалы Береговые Skaly Beregowyje, deutsch ‚Küstenfelsen‘) sind eine Gruppe von Felsvorsprüngen im ostantarktischen Mac-Robertson-Land. In der Aramis Range der Prince Charles Mountains ragen sie im Battye-Gletscher auf.
Russische Wissenschaftler benannten sie.